# Camp Wood
Camp Wood is een plaats (city) in de Amerikaanse staat Texas, en valt bestuurlijk gezien onder Real County.

## Demografie
Bij de volkstelling in 2000 werd het aantal inwoners vastgesteld op 822.
In 2006 is het aantal inwoners door het United States Census Bureau geschat op 884, een stijging van 62 (7,5%).

## Geografie
Volgens het United States Census Bureau beslaat de plaats een oppervlakte van
1,3 km², geheel bestaande uit land. Camp Wood ligt op ongeveer 444 m boven zeeniveau.

## Plaatsen in de nabije omgeving
De onderstaande figuur toont nabijgelegen plaatsen in een straal van 56 km rond Camp Wood.